# 파스발리스구

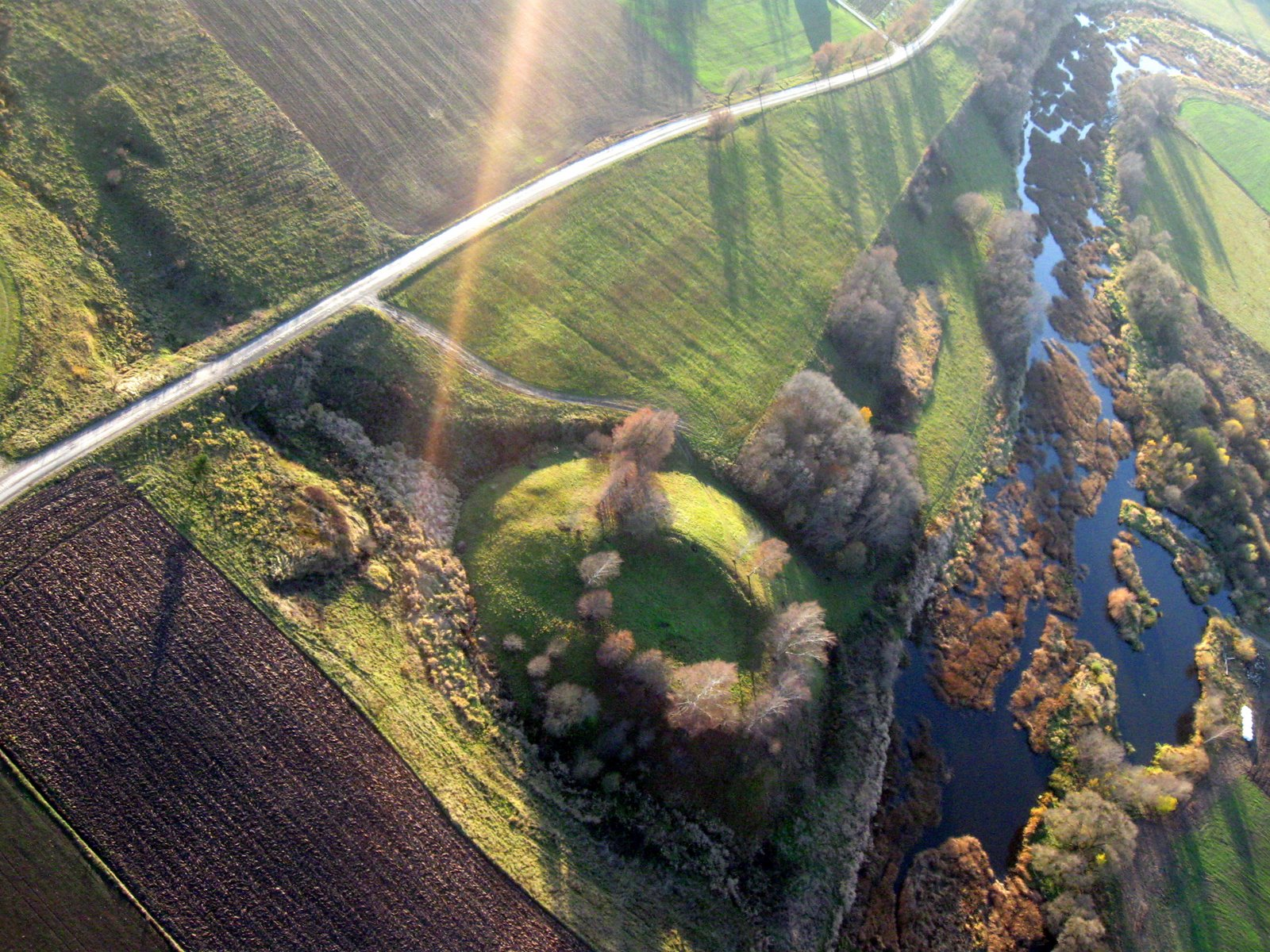
파스발리스구에 위치한 미그냐이 고분

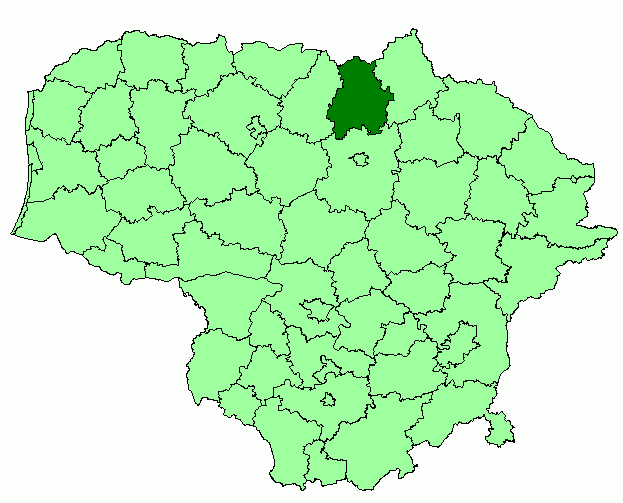
파스발리스구의 위치

파스발리스구(리투아니아어: Pasvalio rajono savivaldybė)는 리투아니아 파네베지스주를 구성하는 6개 지방 자치체 가운데 하나로 행정 중심지는 파스발리스이며 면적은 1,289km2, 인구는 26,213명(2015년 기준), 인구 밀도는 20.3명/km2이다. 11개 장로구를 관할한다. 파네베지스주 비르자이구, 파네베지스구, 샤울랴이주 파크루오이스구와 접하며 북쪽으로는 라트비아와 국경을 접한다.

지방 자치체 문장